# St Paul's Church (Birmingham)
St Paul's Church is een kerk aan het St Paul's Square in Birmingham, Engeland. Het gebouw is als "Grade I" gecategoriseerd op de Statutory List of Buildings of Special Architectural or Historic Interest.
De kerk werd van 1777 tot 1779 gebouwd naar ontwerp van Roger Eykyn uit Wolverhampton. De kerk werd gebouwd op grond gedoneerd door Charles Colmore. De kerktoren werd in 1823 toegevoegd door Francis Goodwin. Aan de oostzijde van de kerk bevindt zich een glas-in-loodraam uit 1791 van de hand van Francis Eginton.